# Скарпелли, Фурио
Фурио Скарпелли (итал. Furio Scarpelli; 16 декабря 1919 — 28 апреля 2010) — итальянский сценарист.

## Биография
Родился в семье Филиберто Скарпелли, известного в Италии основателя сатирической римской газеты Il travaso delle idee.
Вместе со сценаристом Адженоре Инкроччи (Адже) он пишет сценарии к комедийным фильмам многих известных итальянских режиссёров послевоенного времени:
- Марио Моничелли («Злоумышленники неизвестны», 1958; «Большая война», 1959; «Армия Бранкалеоне», 1966; «Хотим полковников», 1973; «Народный роман», 1974),
- Пьетро Джерми («Соблазнённая и покинутая», 1963; «Дамы и господа», 1965),
- Дино Ризи («Чудовища», 1963),
- Этторе Скола («Мы так любили друг друга», 1974).

После распада творческого союза с Адже Скарпелли продолжает самостоятельную деятельность и пишет сценарии к фильмам Этторе Сколы «Макароны» (1985), «Семья» (1987) и «Путешествие капитана Фракасса» (1990). Он также сотрудничает с молодыми режиссёрами — Лео Бенвенути, Франческа Арчибуджи и Паоло Вирци.
Также занимался преподавательской деятельностью, обучая молодых сценаристов в Римском экспериментальном центре кинематографии.